# Chutes de Carillon
Pour les articles homonymes, voir Carillon (homonymie).
Les chutes de Carillon sont situés au sud de la rivière  La Chute, à 3 kilomètres du village de Ticonderoga, dans l'État de New York.
Ils représentent la dernière série de cascades sur cette rivière.
Sa raison d'être est historique.  C'est ici que les Amérindiens ont formé un portage.
Plusieurs grands personnages de l'histoire ont vu ces chutes, telle que Samuel de Champlain, Louis-Joseph de Montcalm, Jean-Nicolas Desandrouins, Jeffrey Amherst, James Abercrombie, Ethan Allen, John Burgoyne, Benedict Arnold, Thomas Jefferson,  George Washington, Benjamin Franklin, et James Madison.